# 丹後国

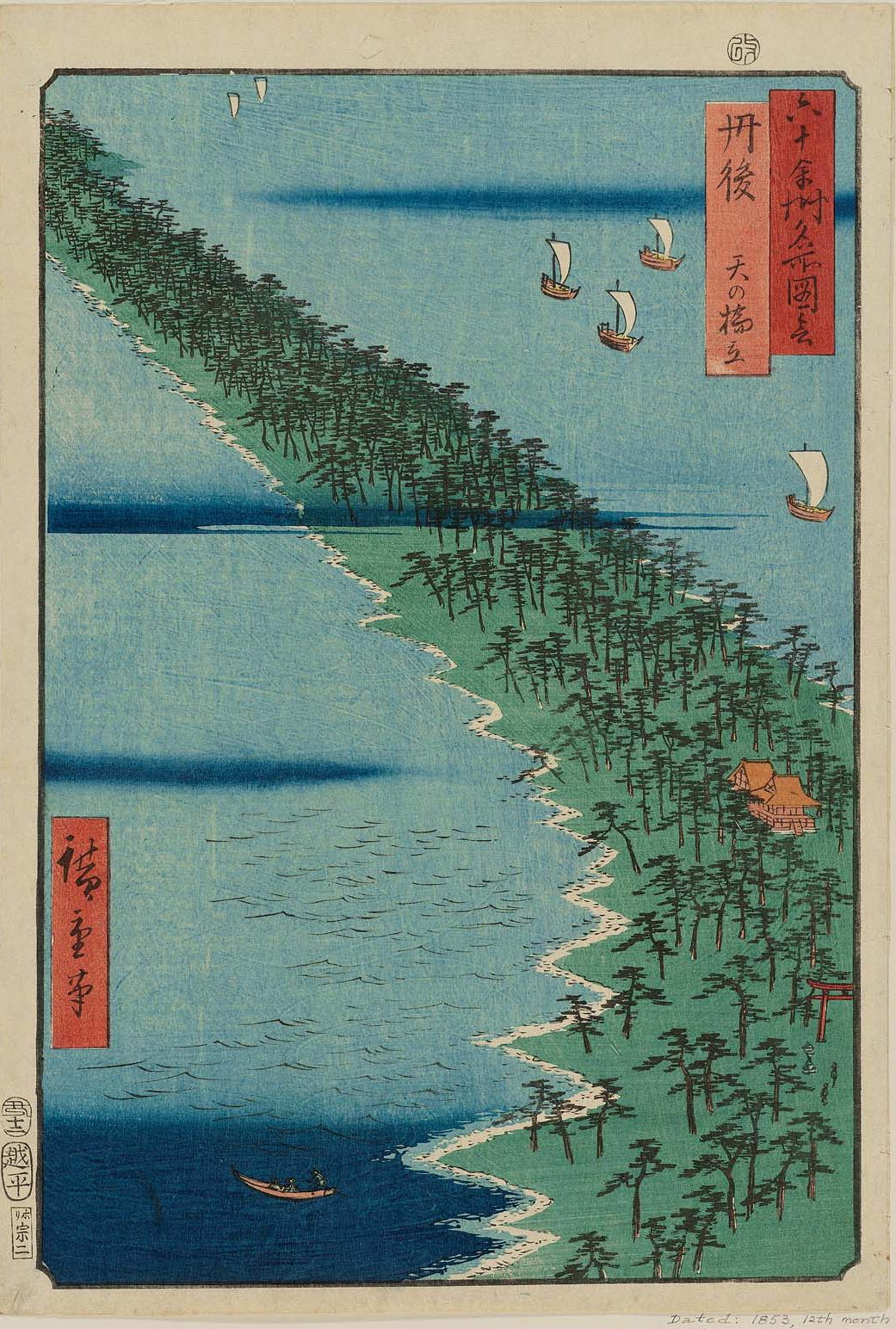
六十余州名所図会「天橋立」

丹後国（たんごのくに）は、かつて日本の地方行政区分だった令制国の一つ。山陰道に属する。丹波国の北部（現在の丹後半島）が分国して作られた（和銅6年（713年））。

## 領域
明治維新直前の領域は、現在の京都府の下記の区域に相当する。
- 舞鶴市、宮津市、京丹後市、与謝郡（与謝野町・伊根町）の全域
- 福知山市の一部（大江町各町および雲原）

## 歴史

### 律令制以前
丹後地方は、丹波地方の中心として、古墳時代には竹野川流域（京丹後市）を中心に繁栄し、大前方後円墳が作られた。
京丹後市久美浜の函石浜遺跡からは新朝の王莽の貨幣（貨泉）が出土していることから、古くから大陸との関係も深かったと推測されている。また『日本書紀』に、四道将軍が派遣された北陸、東海、西道、丹波の四方のうち丹波のみが具体的な地域名で記されていることから、ヤマト王権（大和朝廷）からの主要交通路の行き先にあたる重要な地域であったと推定される。

### 奈良時代・平安時代
和銅6年（713年）4月3日に丹波国の北部、加佐郡、与謝郡、丹波郡（後の中郡）、竹野郡、熊野郡の5郡を割いて、「丹後国」として設置された。『続日本紀』には「丹波国の五郡を割きて始めて丹後国を置く」と記され、『和名類聚抄』には35郷が記されている。大浦半島の付け根に位置する志楽谷（現在の舞鶴市志楽）は、遅くとも分国前の和銅2年（709年）には丹波国に属していたが、北東部の田結（同・田井）など半島の大部分は奈良時代（710年 - 794年）前期まで若狭国に属していたことが分かっている。
分国以前から、丹波国では丹波直（たんばのあたい）一族が国造や郡司など支配的地位を有していた。『先代旧事本紀』天孫本紀によれば、丹波直は天火明命を祖としている。分国後の丹後国では延暦2年（783年）に丹波直真養が丹波郡国造に、貞観8年（866年）に丹波直副茂が近衛府の下級将官に任じられた。

#### 分国の背景
丹波国は、現在の南丹市や亀岡市に国府が置かれていたと推定され、また南部の桑田郡には国分寺・国分尼寺が建立されており、奈良時代には丹波国の中心地となった。これに対して、古くからの重要地である丹後は、これより北に離れた地であることが、丹後国の分国の理由と考えられている。
また、分国後の丹波国が丹後国に対して「丹前国」とされなかったのは、分国当時（和銅6年）の分国の原則が、それ以前の同等な国の分割（吉備国を備前、備中、備後とするような分割）とは異なり、母国から一部を割いて、分割された側に別の新国名を付ける形（備前から美作が分国するような形）がとられていた為であると考えられる。そして分割された側でありながら、丹後（二字で「タニハノミチノシリ」と訓じられた）とされて新たな国名が与えられなかったのは、ここが元々の丹波の地であるので、タニハノミチノシリとして「タニハ」の名を残した為とみられる。
なお分国後の国名については、『大日本古文書』で丹波国を「丹波前国」、『日本霊異記』で丹後国を「丹波後国」と記した例があり、前者は「タニハノミチノクチ」、後者は「タニハノミチノシリ」（和名類聚抄）に対応したものと考えられる（いずれも「ミチ（道）」が省略されている）。

### 戦国時代まで

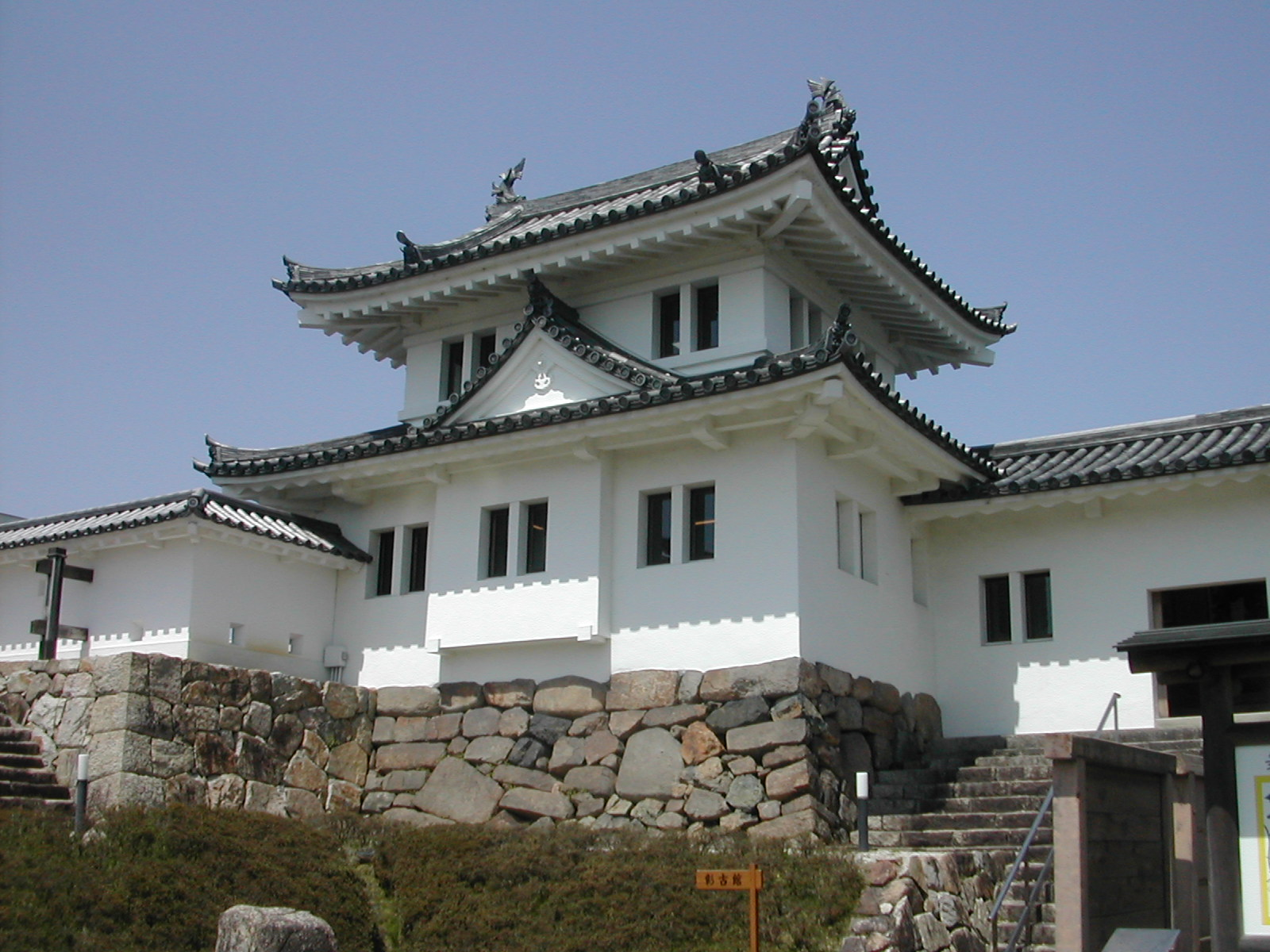
田辺城

室町時代は山名氏のちに一色氏が守護となるが、戦国時代の天正7年（1579年）に織田信長軍の明智光秀や細川幽斎（長岡藤孝）とその子忠興らの丹後平定で一色氏は降伏。豊臣秀吉の時代は長岡氏を経て細川父子が支配した。水本邦彦は、江戸時代後期に宮津藩士の小林玄章とその子・孫によって編纂された丹後地誌『丹哥府志（たんかふし）』に一色氏に関する城跡の記事が多いことから、江戸時代の人々にとって中世丹後国のイメージは一色領国であったと分析している。

### 江戸時代
江戸時代に入り慶長5年（1600年）に細川氏が九州移封となった後は12万3千石を与えられた京極高知が治める。元和8年（1622年）に高知が没した後に丹後国は宮津藩・田辺藩・峰山藩の三藩に分立し、二男高広、三男高三、養子の高通がそれぞれ相続した。
宮津藩では寛文6年（1666年）に京極高国が改易で陸奥国に流され一時的に幕府直轄領となった後、寛文9年に山城国淀藩の永井尚征が入封。延宝8年（1680年）にその子永井尚長が志摩国鳥羽藩主の内藤忠勝に刺殺され、嫡子がいないため改易となり翌9年に武蔵国岩槻藩の阿部正邦が入封した。元禄10年（1697年）に下野国宇都宮藩から二才の奥平昌成、享保2年（1717年）に信濃国飯山藩の青山幸秀、宝暦8年（1758年）に遠江国浜松藩から本庄資昌が入封して以降は、明治維新を経て明治4年（1871年）7月の廃藩置県で三藩が県となるまで本庄氏が藩主を務めた。
田辺藩は京極高盛が寛文8年（1668年）に但馬国豊岡藩に移封し、京都所司代等を務めた牧野親成が入封。峰山藩は京極氏が廃藩置県まで治めた。熊野郡の幕府直轄領は上方代官が分割して支配していたが、享保20年（1735年）同郡久美浜村に久美浜代官所が設置された。明治4年11月に三県は豊岡県に併合され、明治9年（1876年）8月京都府に編入された。江戸時代には宮津、田辺（舞鶴）、峰山に藩庁が置かれた。
江戸時代享保年間に峰山の絹屋佐平次や加悦の手米屋小右衛門らが西陣からちりめんの技法を持ち帰る。丹後ちりめんは藩に保護され、販売不振に陥っていた安政4年（1857年）には不況対策と保護育成のため宮津・峰山両藩と久美浜代官所が合同で丹後国産会所を設立している。

#### 徳川幕府との関係
三藩のうち宮津・田辺は譜代大名、峰山は譜代もしくは外様大名といわれ、久美浜代官所を加えた丹後国四領はそれぞれ分立していながらも一つのまとまりがあったと考えられている。これは峰山と久美浜代官所領の村が分散し入り混じっていながらも問題が起きていないことや、天明4年（1784年）に久美浜代官所領の佐野村で起きた一揆を豊岡・峰山・宮津三藩の加勢で沈静化できたことが理由にあげられ、藩主が移封を繰り返した丹後国を広い意味での幕府直轄領、徳川領国とする根拠にもなっている。

### 近世以降の沿革
- 「旧高旧領取調帳」に記載されている明治初年時点での国内の支配は以下の通り（409村・146,724石2斗5升）。太字は当該郡内に藩庁が所在。幕府領は久美浜代官所が管轄。
  - 熊野郡（53村・18,333石余） - 幕府領
  - 中郡（35村・21,911石余） - 幕府領、峰山藩、宮津藩
  - 竹野郡（76村・25,223石余） - 幕府領、宮津藩
  - 与謝郡（94村・42,175石余） - 幕府領、宮津藩
  - 加佐郡（151村・39,079石余） - 幕府領、田辺藩、宮津藩
- 慶応4年
  - 4月19日（1868年5月21日） - 幕府領が府中裁判所の管轄となる。
  - 閏4月28日（1868年6月18日） - 府中裁判所の管轄地域が久美浜県の管轄となる。
- 明治2年6月20日（1869年7月28日） - 任知藩事にともない田辺藩が改称して舞鶴藩となる。
- 明治4年
  - 7月14日（1871年8月29日） - 廃藩置県により、藩領が舞鶴県、宮津県、峰山県の管轄となる。
  - 11月2日（1871年12月13日） - 第1次府県統合により、全域が豊岡県の管轄となる。
- 明治9年（1876年）8月21日 - 第2次府県統合により京都府の管轄となる。

## 国内の施設

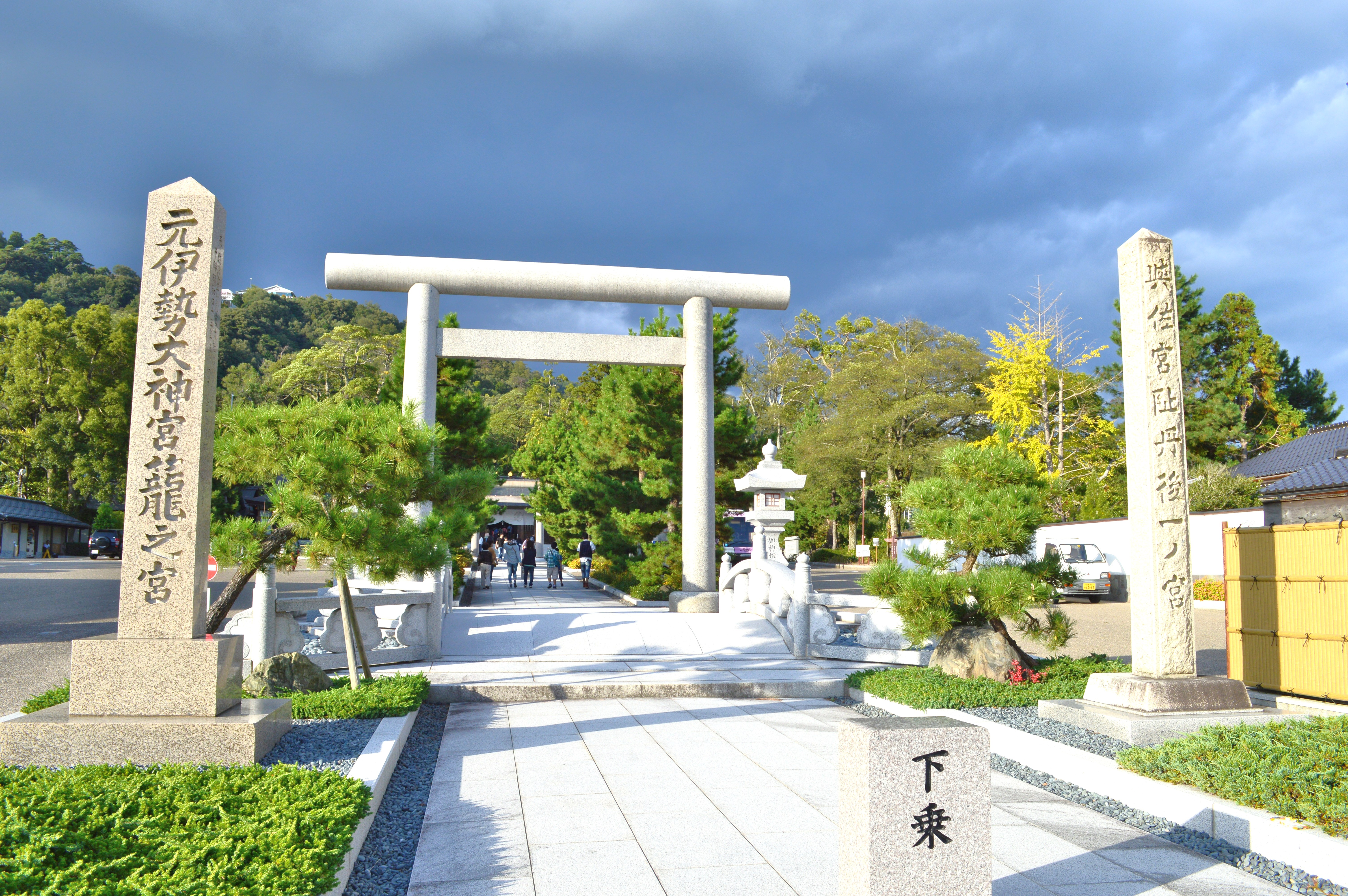
籠神社

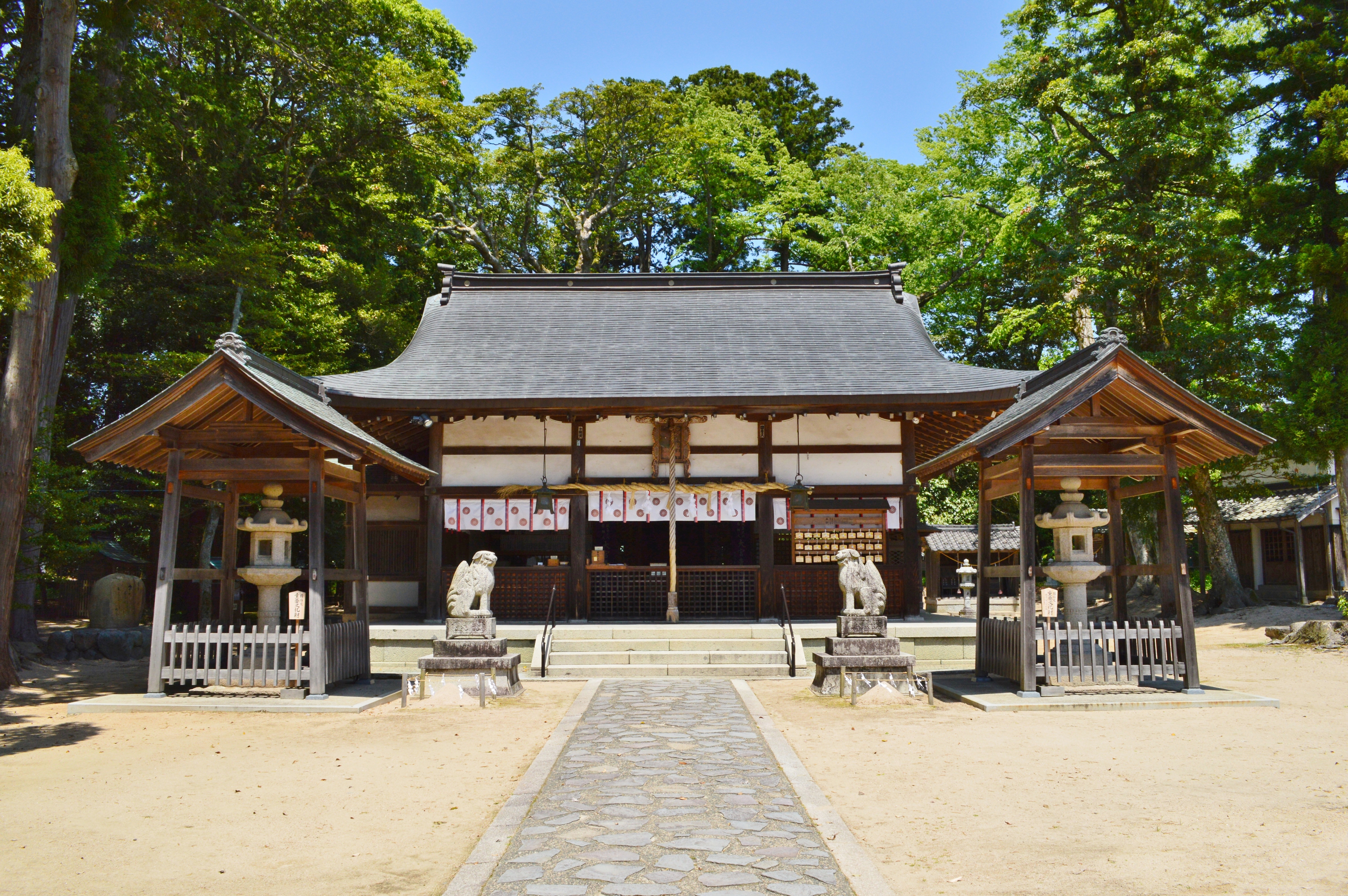
大宮売神社

### 国府
『和名類聚抄』および『拾芥抄』では、国府は加佐郡にあると記載されている。現在の舞鶴市内とする説があるほか、宮津市とする説もあるが、詳細は不明。
なお近年では、宮津市の府中地区にある安国寺遺跡（宮津市小松）で方形の柱穴が認められており、同地が国府跡である可能性を高めている。

### 国分寺・国分尼寺
- 丹後国分寺跡 （京都府宮津市国分、北緯35度34分44.49秒 東経135度10分47.16秒 / 北緯35.5790250度 東経135.1797667度）
国の史跡。北方に後継の護国山国分寺（北緯35度34分47.75秒 東経135度10分47.26秒 / 北緯35.5799306度 東経135.1797944度）が所在。

尼寺跡は未詳。

### 神社
延喜式内社
『延喜式神名帳』には、大社7座6社・小社58座58社の計65座64社が記載されている（「丹後国の式内社一覧」参照）。大社6社は以下に示すもので、竹野神社以外は名神大社である。
- 加佐郡
  - 大川神社 （舞鶴市大川、北緯35度26分52.72秒 東経135度15分31.29秒 / 北緯35.4479778度 東経135.2586917度）
- 与謝郡
  - 籠神社 （宮津市大垣、北緯35度34分58.13秒 東経135度11分48.01秒 / 北緯35.5828139度 東経135.1966694度）
  - 大虫神社 （与謝郡与謝野町温江、北緯35度29分36.45秒 東経135度07分02.77秒 / 北緯35.4934583度 東経135.1174361度）
  - 小虫神社 （与謝郡与謝野町温江、北緯35度30分41.67秒 東経135度06分45.17秒 / 北緯35.5115750度 東経135.1125472度）
- 丹波郡
  - 大宮売神社二座 （京丹後市大宮町周枳、北緯35度35分28.58秒 東経135度06分06.79秒 / 北緯35.5912722度 東経135.1018861度）
- 竹野郡
  - 竹野神社 （京丹後市丹後町宮、北緯35度44分12.37秒 東経135度06分45.03秒 / 北緯35.7367694度 東経135.1125083度） - 式内大社。

総社・一宮以下
- 総社：不詳 - 籠神社が総社を兼ねていたとする説がある。
- 一宮：籠神社（宮津市大垣）
- 二宮：大宮売神社（京丹後市大宮町周枳）

## 地域

### 郡
- 加佐郡
- 与謝郡
- 中郡 (丹波郡)
- 竹野郡
- 熊野郡

該当区域の面積は1,283.43k㎡、人口は19万8439人（2010年国勢調査）。(1)

### 江戸時代の藩
関ヶ原の戦いの功により京極高知が丹後一国の国主として封じられ、宮津藩（丹後藩）が成立したが、2代京極高広の代に分知により田辺藩及び峰山藩が誕生した。
- 宮津藩：京極家（12万3千石→分知により7万8千石）→幕府直轄領→永井家（7万3千石）→阿部家（9万9千石）→奥平家（9万石）→青山家（4万8千石）→松平（本庄）家（7万石）
- 丹後田辺藩（舞鶴藩）：京極家（3万5千石）→牧野家（3万5千石）
- 峰山藩：京極家（1万3千石。宮津藩からの分知1万石と初代藩主京極高通自身の領地3千石）

## 人物

### 国司

#### 丹後守
- 良岑安世：大同5年（810年）
- 大春日沢主：貞観9年（867年）任官
- 藤原為政：長徳4年（998年）
- 橘経国
- 但波行衡：寛弘元年（1004年）任官
- 高階成行
- 藤原惟任：長和元年（1012年）任官
- 源経相：長和5年（1016年）
- 藤原経教：寛仁4年（1020年）
- 藤原保昌：治安3年（1023年）
- 源親方：万寿元年（1024年）任官
- 藤原兼房：長元元年（1028年）任官
- 高階俊平
- 藤原憲房：長元5年（1032年）任官
- 大江拳周：長元9年（1036年）任官
- 大江清定：永承3年（1048年）任官
- 藤原敦基：治暦4年（1068年）任官
- 藤原公基
- 高階経成：延久5年（1073年）任官
- 藤原仲実：承暦2年（1078年）任官
- 平正盛：天永元年（1110年）任官
- 藤原顕頼：元永元年（1118年）任官
- 藤原俊成：久安5年（1149年）任官
- 平忠房

### 守護

#### 鎌倉幕府
- 1293年～? - 長井貞秀

#### 室町幕府
- 1336年 - 今川頼貞
- 1337年 - 荒川詮頼
- 1337年～1338年 - 上杉朝定
- 1339年～? - 今川頼貞
- 1341年～1350年 - 山名時氏
- 1350年～1351年 - 上野頼兼
- 1351年～? - 仁木頼章
- 1352年～1353年 - 高師詮
- 1353年～1360年 - 仁木頼勝
- 1360年～1363年 - 仁木義尹
- 1363年～1364年 - 足利直冬
- 1364年～1370年 - 山名師義
- 1375年～1381年 - 山名義幸
- 1385年～1391年 - 山名満幸
- 1392年～1409年 - 一色満範
- 1409年～1440年 - 一色義貫
- 1440年～1451年 - 一色教親
- 1451年～1467年 - 一色義直
- 1468年 - 摂津之親
- 1469年～1471年 - 武田信賢
- 1471年～1474年 - 武田国信
- 1474年～1484年 - 一色義春
- 1484年～1487年 - 一色義直
- 1487年～1498年 - 一色義秀
- 1498年～? - 一色義有
- 1506年～? - 武田元信
- 1509年～1519年 - 一色義清
- ？～1521年　－　武田元信
- ？～1558年 - 一色義幸
- 1558年～1579年 - 一色義道
- 1579年～1582年 - 一色義定
- 1582年 - 一色義清

### 戦国大名
- 一色氏
- 若狭武田氏
- 織豊政権の大名
  - 細川幽斎：丹後半国11万石（宮津城→田辺城）
  - 細川忠興：丹後全国

### 武家官位としての丹後守
- 江戸時代以前
  - 小原広勝：戦国時代の武将、武田二十四将の一人
  - 安田広春：戦国時代の武将。越後安田氏及び越後北条氏当主、北条高広の父
  - 北条高広：戦国時代の武将上杉謙信に仕えた
  - 北条景広：戦国時代の武将、北条高広の嫡男
  - 鈴木繁定：戦国時代の武将、北条氏政の重臣で、伊豆水軍の武将。
  - 竹中重門：安土桃山時代から江戸時代の武将、竹中重治の子
  - 立花道雪：戦国時代から安土桃山時代にかけての筑後国の武将
- 江戸時代正成系稲葉家宗家
  - 稲葉正勝：稲葉家宗家2代。常陸柿岡藩主、下野真岡藩2代藩主、相模小田原藩初代藩主・老中
  - 稲葉正往：稲葉家宗家4代。小田原藩3代藩主、越後高田藩主、下総佐倉藩初代藩主・老中
  - 稲葉正知：稲葉家宗家5代。佐倉藩第2代藩主、山城淀藩初代藩主
  - 稲葉正益：稲葉家宗家9代。淀藩第5代藩主
  - 稲葉正諶：稲葉家宗家11代。淀藩第7代藩主
  - 稲葉正備：稲葉家宗家12代。淀藩第8代藩主
  - 稲葉正守：稲葉家宗家14代。淀藩第10代藩主
  - 稲葉正誼：稲葉家宗家15代。淀藩第11代藩主
- 江戸時代肥前大村藩大村家
  - 大村純忠：肥前の戦国大名。大村喜前の父
  - 大村喜前：初代藩主
  - 大村純信：第3代藩主
  - 大村純昌：第10代藩主
  - 大村純顕：第11代藩主
  - 大村純熈：第12代藩主
- 江戸時代長政流織田家
  - 織田長政：長政流織田家初代。大和戒重藩初代藩主　
  - 織田長清：長政流織田家4代。戒重藩第4代藩主。大和芝村藩藩主
  - 織田輔宜：長政流織田家7代。大芝村藩第7代藩主
  - 織田長恭：長政流織田家10代。芝村藩第10代藩主
- 江戸時代丹後宮津藩京極家
  - 京極高知：初代藩主
  - 京極高広：第2代藩主
  - 京極高国：第3代藩主
- 江戸時代肥前佐賀藩鍋島家
  - 鍋島光茂：第2代藩主
  - 鍋島吉茂：第4代藩主
  - 鍋島宗教：第6代藩主
- 江戸時代伊勢国菰野藩土方家
  - 土方雄氏：初代藩主
  - 土方雄高：第2代藩主
  - 土方豊義：第4代藩主
  - 土方雄房：第5代藩主
  - 土方雄貞：第8代藩主
- 江戸時代直寄系支流堀家
  - 堀直寄：越後坂戸藩、信濃飯山藩、越後長岡藩、越後村上藩主。堀直政の次男
  - 堀直時：直寄系支流堀家初代。越後村松藩初代藩主。堀直寄の次男
  - 堀直利：直寄系支流堀家3代。村松藩第3代藩主
  - 堀直堯：直寄系支流堀家5代。村松藩第5代藩主
  - 堀直庸：直寄系支流堀家8代。村松藩第8代藩主
- 江戸時代伊勢神戸藩本多家
  - 本多忠永：第2代藩主
  - 本多忠興：第3代藩主
  - 本多忠升：第5代藩主
- 江戸時代駿河小島藩滝脇松平家
  - 松平信友：第7代藩主
  - 松平信賢：第8代藩主
  - 松平信進：第9代藩主
  - 松平信書：第10代藩主
  - 松平信敏：第11代藩主、上総桜井藩主
- 江戸時代武蔵六浦藩（武蔵金沢藩）米倉家
  - 米倉昌晴：第3代藩主
  - 米倉昌由：第5代藩主
  - 米倉昌俊：第6代藩主
  - 米倉昌寿：第7代藩主
  - 米倉昌言：第8代藩主
- 江戸時代和泉伯太藩 渡辺家
  - 渡辺登綱：第2代藩主
  - 渡辺伊綱：第4代藩主
  - 渡辺潔綱：第8代藩主
  - 渡辺章綱：第9代藩主
- 江戸時代その他
  - 伊東長実：安土桃山時代の武将、備中岡田藩初代藩主
  - 大岡忠烈：武蔵岩槻藩第4代藩主
  - 奥平昌敦：豊前中津藩第2代藩主
  - 九鬼隆抵：摂津三田藩第6代藩主
  - 立花貞則：筑後国柳河藩の第6代藩主
  - 遠山友明：美濃苗木藩第8代藩主
  - 土岐頼殷：出羽上山藩第2代藩主、越前野岡藩、駿河田中藩初代藩主
  - 土岐頼稔：駿河田中藩第2代藩主、上野沼田藩初代藩主
  - 内藤清枚：信濃高遠藩初代藩主
  - 西尾忠永：武蔵原市藩第2代藩主、上野白井藩主、常陸土浦藩初代藩主
  - 西尾忠照：常陸土浦藩第2代藩主、駿河田中藩初代藩主
  - 一柳直重：伊予西条藩第2代藩主
  - 本郷泰固：駿河川成島藩主
  - 本多康桓：近江膳所藩第7代藩主
  - 前田利理：上野七日市藩第6代藩主
  - 前田利豁：七日市藩第11代藩主
  - 松平直泰：播磨明石藩第4代藩主
  - 松平重忠：遠江横須賀藩第2代藩主、出羽上山藩初代藩主
  - 松平重直：上山藩第2代藩主、摂津三田藩主、豊後高田藩初代藩主
  - 間部詮方：越前鯖江藩第2代藩主

## 丹後国の合戦
- 1600年：田辺城の戦い、東軍（細川幽斎、三淵光行、500） x 西軍（小野木重次、前田茂勝等15000）